# Blutrache
Blutrache е финландска нсбм/блек метъл група, основана през 1999 година в Лаппеенранта.

## Дискография
- Marsch Zu Neuen Zeitaltern [Demo] (1999)[2]
- Todessehnsucht (2008)[3]